# Danel (Ougarit)
 (juillet 2025).
La mise en forme du texte ne suit pas les recommandations de Wikipédia : il faut le « wikifier ».
Les points d'amélioration suivants sont les cas les plus fréquents :
- Les titres sont pré-formatés par le logiciel. Ils ne sont ni en capitales, ni en gras.
- Le texte ne doit pas être écrit en capitales (les noms de famille non plus), ni en gras, ni en italique, ni en « petit »…
- Le gras n'est utilisé que pour surligner le titre de l'article dans l'introduction, une seule fois.
- L'italique est rarement utilisé : mots en langue étrangère, titres d'œuvres, noms de bateaux, etc.
- Les citations ne sont pas en italique mais en corps de texte normal. Elles sont entourées par des guillemets français : « et ».
- Les listes à puces sont à éviter, des paragraphes rédigés étant largement préférés. Les tableaux sont à réserver à la présentation de données structurées (résultats, etc.).
- Les appels de note de bas de page (petits chiffres en exposant, introduits par l'outil «  Source ») sont à placer entre la fin de phrase et le point final[comme ça].
- Les liens internes (vers d'autres articles de Wikipédia) sont à choisir avec parcimonie. Créez des liens vers des articles approfondissant le sujet. Les termes génériques sans rapport avec le sujet sont à éviter, ainsi que les répétitions de liens vers un même terme.
- Les liens externes sont à placer uniquement dans une section « Liens externes », à la fin de l'article. Ces liens sont à choisir avec parcimonie suivant les règles définies. Si un lien sert de source à l'article, son insertion dans le texte est à faire par les notes de bas de page.
- La présentation des références doit suivre les conventions bibliographiques. Il est recommandé d'utiliser les modèles {{Ouvrage}}, {{Chapitre}}, {{Article}}, {{Lien web}} et/ou {{Bibliographie}}. Le mode d'édition visuel peut mettre en forme automatiquement les références.
- Insérer une infobox (cadre d'informations à droite) n'est pas obligatoire pour parachever la mise en page.

Pour une aide détaillée, merci de consulter Aide:Wikification.
Si vous pensez que ces points ont été résolus, vous pouvez retirer ce bandeau et améliorer la mise en forme d'un autre article.
Danel (ougaritique : 𐎄𐎐𐎛𐎍 DNỈL, « El est juge »), père d'Aqhat, est un héros qui apparaît dans un texte de la littérature ougaritique incomplet du XIVe siècle avant notre ère  retrouvé à Ougarit (aujourd'hui Ras Shamra), en Syrie .

## Légende de Danel et d'Aqhat
Le texte du Corpus de Tablettes Alphabétiques [CTA] 17–19 est souvent appelé la Légende de Danel et d'Aqhat . Danel y est présenté comme « jugeant le cas de la veuve, jugeant le cas de l'orphelin » à la porte de la cité. Il a traversé des épreuves : son fils Aqhat a été tué mais apparemment dans la conclusion manquante a été ressuscité ou remplacé par le dieu patron de Danel, Rpʼu, qui siège et juge avec Hadad et Astarté et était probablement considéré comme l'équivalent d'El.
Le texte a été publié et traduit en 1936 par Charles Virolleaud  et a été largement analysé depuis lors.

## Les Réphaïm
Le texte des Réphaïm, titre donné au texte par Mark S. Smith, mentionne également Danel, qui y apparaît comme dans la Légende d'Aqhat comme « un modèle dans les questions familiales de vie et de mort ». Dans ces textes, Danel est mentionné comme celui qui invite les Réphaïm, êtres divins qui vivent aux enfers, à un festin pendant la récolte des fruits de la fin de l'été, rappelant la fête biblique de Souccot. Le titre de Danel dans le texte de Rephaïm est « l'homme de Rapau », tandis que Rapau est identifié dans un autre texte ougaritique comme un dieu et roi d' Ashtaroth et d'Edrei, deux villes liées à Og, le roi de Basan dans le récit biblique.
Rpʼu pourrait également être lié à Réphah, le clan éphraïmite.

## Danel et le livre d'Ézéchiel
Trois versets du livre d'Ézéchiel ( Ézéchiel 14 :14 et 20 et 28 :3) font référence à דנאל (dnʾl) qui, selon le texte massorétique, devrait être lu comme « Dan i el ». Malgré cela, les parallèles et les contrastes avec le Danel (sans i )  d'Ézéchiel, placé entre Noé et Job  et invoqué comme l'exemple même du jugement juste, signalé pour la première fois par René Dussaud en 1931, ont conduit les lecteurs à accepter communément  ou occasionnellement à rejeter    un certain degré d'identification avec le Danel ougaritique du Conte d'Aqhat, équivalant pratiquement à la même figure.
Les trois personnages mentionnés dans Ez 14:14 :  — « Même si Noé, Danel et Job étaient dedans » — y sont liés à deux non-Israélites de grande antiquité. Dans Ez 28:3, Danel est connu pour sa sagesse dans la prophétie adressée au roi de Tyr : « Tu es vraiment plus sage que Danel, aucun secret ne t'est caché ». Le nom « Danel » a une longue tradition dans la culture hébraïque : il est mentionné comme le beau-père d'Hénoch dans le Livre des Jubilés .
Les textes en ougaritique, une langue étroitement liée aux langues cananéennes, peuvent fournir un indice important. La langue a été découverte par des archéologues français en 1928 et n'est connue que par des textes trouvés dans la cité perdue d'Ougarit, en Syrie. L'ougaritique sert aux spécialistes de la Bible hébraïque à clarifier ambiguïtés des textes hébreux bibliques et à enquêter sur la manière dont la culture israélite antique s'est formée en parallèle des cultures cananéennes voisines. L'ougaritique fut « la plus grande découverte littéraire de l'Antiquité depuis le déchiffrement des hiéroglyphes égyptiens et du cunéiforme mésopotamien ».
Les textes littéraires découverts à Ougarit comprennent le « Conte d'Aqhat » (ou Légende de Danel), révélant l'existence d'une religion cananéenne . Selon Edward L. Greenstein, professeur distingué à l'Université Bar-Ilan, les textes ougaritiques ont résolu l'énigme biblique de l'anachronisme de la mention de Daniel par Ézéchiel dans Ez 14:13-16 ; parce que dans les textes ougaritiques comme en hébreu biblique, le yod n'est pas écrit, il faut donc lire Danel et non Daniel dans ces passages du livre d'Ezéchiel — lire Daniel supposait un anachronisme majeur inhabituel dans la littérature prophétique.
Danel correspondrait au modèle d’un Ancien non-Israélite comme Job et Noé. La structure littéraire d’Ézéchiel peut également appuyer cette thèse. Yahweh a déjà comparé Juda aux nations étrangères (Ez 5:7), et le contexte semble indiquer une comparaison similaire dans Ez 14:13-19 . Le pays rebelle hypothétique, bien qu'il soit un message crypté pour Israël, n'est pas explicitement nommé et pourrait représenter n'importe quel pays du Proche-Orient ancien. Le public d’Ézéchiel est passionné par les mythes non israélites (cf. Tammuz dans Ez 8:14), et il pouvait donc facilement être conscient des vertus légendaires du roi Danel. Ainsi, s’il s’agissait de trois hommes anciens, justes et non israélites, la triade d’Ézéchiel correspondrait au modèle structurel du texte, où Israël est jugé par Yahweh par le biais des nations qui l'entourent. Le lien est plus plausible si l’on considère qu’Ézéchiel fait allusion à Danel dans son oracle contre Tyr (Ézéchiel 28). Danel avait aussi un fils et, comme Job, il ne put le délivrer du mal divin (cf. Ez 14:20).

## Utilisations récentes
Le nom Danel a été donné à l'un des cratères de Ganymède, une lune de Jupiter.